# Milonguita
Milonguita é um tango com letra do uruguaio Samuel Linning e música do argentino Enrique Pedro Delfino que foi estreado no Teatro Ópera de Buenos Aires em 12 de maio de 1920 na voz de María Esther Podestá na representação do sainete Delikatessen Haus (Bar alemão) de Samuel Linning e Alberto Weisbach.
"Milonga" é uma voz lunfarda que designa uma dança de origem afroamericano que se dança nos países rioplatenses, mas neste caso alude a um significado mais preciso que é o de "as milongas", isto é os lugares de se dançava o tango, para os quais também se usava o termo "cabaret". "Milonguita" então significa mulher jovem que frequenta a milonga ou cabaret.
Inicialmente o tango não teve repercussão especial mas quando uns meses depois a cantora Raquel Meller o incorporou a seu repertório não só recebeu difusão internacional sina que lhe deu o espaldarazo definitivo a Delfino dentro do país e foi o ponto de partida para que fosse levado à categoria de clássico. 

## Versões sobre sua existência real
Há diferentes versões sobre a existência real de uma jovem cuja história teria sido a fonte de inspiração de Samuel Linning. Para alguns estudiosos chamou-se Esther Torres e teria vivido em Buenos Aires, em Chiclana 3051, em tanto outros a identificam como María Esther Dalton, que habitou em Chiclana 3148. Em ambos casos morreram dantes dos 18 anos. Quanto ao cabaret referido no tango seria o Royal Pigall, localizado então em Correntes 825.
Na comunicação n.º 114, do 8 de junho de 1966 à Academia Porteña do Lunfardo, Ricardo M. Llanes referiu-se a María Esther Dalto, falecida o 20 de dezembro de 1920 e posteriormente numa nota publicada no diário A Imprensa do 17 de agosto de 1972 Francisco García Jiménez também o fez, com transcrição da partida de morte, originando o reclamo de quem a tinha conhecido de menina; no entanto, o mesmo autor no livro que publicou em 1980 não faz questão dessa versão e refere, em mudança, que os autores passeavam pela rua Chiclana quando viram uma atraente "milonguita" e ali lhe deram o nome do tango.
Escreveu José Gobello com sentido comum:
"Minha impressão é que Linning localizou sua história na rua Chiclana por razões métricas, sem suspeitar que ao 3148 crescia uma doce jovenzinha chamada María Esther".

## A censura (1943-1949)
A partir de 1943 no marco de uma campanha iniciada pelo governo militar que obrigou a suprimir a linguagem lunfardo, como assim também qualquer referência à embriaguez ou expressões que em forma arbitrária eram consideradas imorais ou negativas para o idioma ou para o país obrigou a reformar algumas letras para permitir sua difusão radiofónica. As restrições continuaram ao assumir o governo constitucional do general Perón e em 1949 diretores de Sadaic solicitaram-lhe ao administrador de Correios e Telecomunicações numa entrevista que as anulassem, mas sem resultado. Obtiveram então uma audiência com Perón, que se realizou o 25 de março de 1949, e o Presidente –que afirmou que ignorava a existência dessas diretoras– as deixou sem efeito. Durante esses anos Milonguita não se escutou por rádio e quando o gravou Osvaldo Fresedo em 1944 o fez sem letra e ainda assim deveu mudar seu nome pelo de Esthercita.

## O filme
Teve também um filme não sonoro com o nome Milonguita produzida em 1920 por Federico Vale, titular da empresa Cinematografía Vale, com livro e direção de José Bustamante e Ballivián, se encontrando o papel principal a cargo da actriz María Esther Lerena.